# Keith Michell
Keith Michell, född 1 december 1926 i Adelaide i South Australia, död 20 november 2015 i Hampstead i London, var en australisk skådespelare.

## Biografi
Michell undervisade i konst innan han gjorde teaterdebut i Adelaide 1947, och uppträdde i London 1951. Han uppträdde med Shakespeare Memorial Theatre Company. Han medverkade även i såväl filmer som television, särskilt ihågkommen som kungen i Henrik VIII och hans sex hustrur.
Han var fram till sin död gift med skådespelaren Jeanette Sterke och de har en dotter och en son.

## Teater

### Roller
| År   | Roll        | Produktion                                                  | Regi         | Teater                             |
| ---- | ----------- | ----------------------------------------------------------- | ------------ | ---------------------------------- |
| 1969 | Don Quijote | Man of La Mancha Dale Wasserman, Mitch Leigh och Joe Darion | Albert Marre | Martin Beck Theatre, New York, USA |